# Crawford (Texas)
Crawford is een plaatsje in de Amerikaanse staat Texas. Het ligt in McLennan County en behoort tot de stedelijke omgeving van Waco waarvan het westelijk is gelegen. Het aantal inwoners bedraagt 789 (2005) en de oppervlakte 2,4 km².
Net buiten Crawford ligt de ranch van de Amerikaanse ex-president George W. Bush: de Prairie Chapel Ranch.

## Plaatsen in de nabije omgeving
De onderstaande figuur toont nabijgelegen plaatsen in een straal van 28 km rond Crawford.